# Galerida theklae

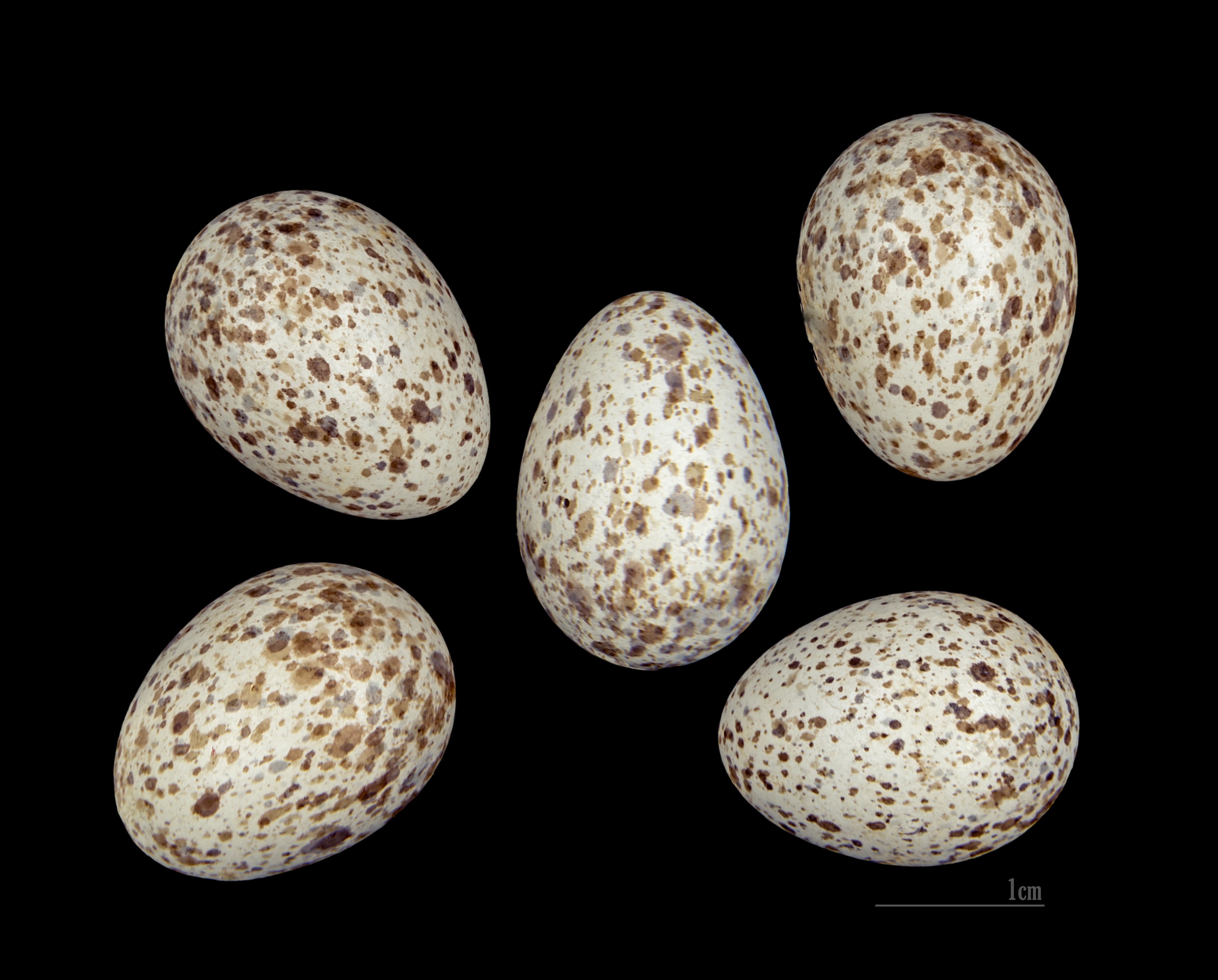
Galerida theklae

Galerida theklae là một loài chim trong họ Alaudidae.

## Hình ảnh

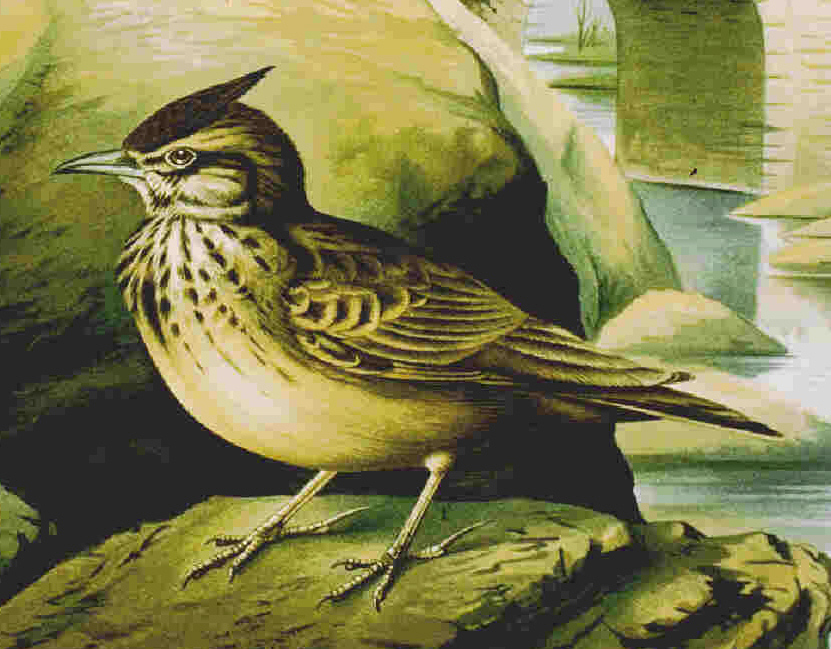
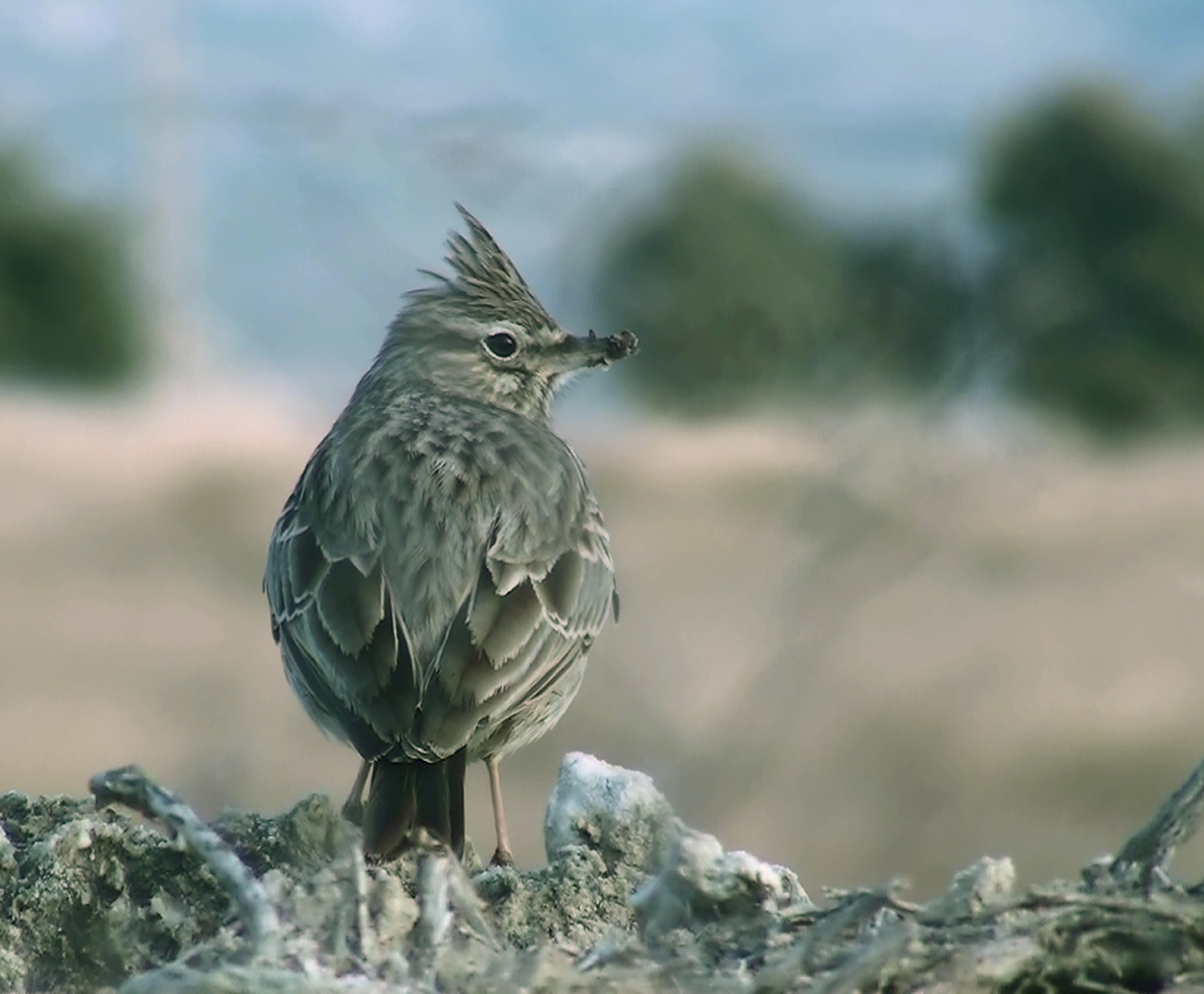